# 投資先機
《投資先機》（英語：Investment Talk），是由亞洲電視製作的財經節目，並以粵語廣播。

## 播映时段
| 頻道           | 国家 | 首播日期      | 結束日期     | 首播時間            | 重播時間                               |
| 亞洲台         | 香港 | 2015年8月29日 | 2016年2月6日 | 星期六20：30-21：00 | 星期日17：30-18：00星期三22：00-22：30 |
| 美洲台（東岸） | 美国 | 2015年8月29日 |              | 星期六19：00-19：30 | 星期日01：00-01：30星期日13：30-14：00 |
| 美洲台（西岸） | 美国 | 2015年8月29日 |              | 星期六16：00-16：30 | 星期六22：00-22：30星期日10：30-11：00 |

## 內容
《投資先機》每星期邀請領袖與觀眾分享管理哲學和成功秘訣，提供最新的市場資訊。

## 主持
- 章佳強（第1集至第4集、第7集至第8集）
- 吳泳茵（第5集至第6集、第9集起）

## 資料來源
1. ↑  .   [2015-09-30]. （原始内容存档于2015-09-25）.
2. ↑  .   [2015-09-30]. （原始内容存档于2016-02-20）.
3. ↑  .   [2015-09-30]. （原始内容存档于2016-03-04）.
4. ↑  .   [2016-02-02]. （原始内容存档于2015-09-25）.
5. ↑  .   [2015-09-30]. （原始内容存档于2015-09-25）.
6. ↑  https://www.youtube.com/watch?v=QDX2gqVmSaM
7. ↑  .   [2015-09-30]. （原始内容存档于2016-03-23）.
8. ↑  .   [2015-09-30]. （原始内容存档于2015-09-26）.